# コンスタンチン・イリコフスキー
コンスタンチン・コンスタンチノヴィチ・イリコフスキー（ロシア語: Константин Константинович Ильковский、ラテン文字転写の例：Konstantin Konstantinovich Ilkovskii、1964年1月12日 - ）は、ロシアの政治家。ヤクート自治ソビエト社会主義共和国（現在のサハ共和国）出身。ロシア極東のザバイカリエ地方知事を務めた。

## 経歴・人物
1978年から1979年まで、デプタツキー選鉱工場の鉱業探査地域で働く。1986年ゲオルギー・プレハーノフ名称レニングラード鉱業大学を卒業し、デプタツキー選鉱工場勤務の鉱山技師、地質学者となる。1992年まで、地区地質学者、上級地質学者、デプタツキー選鉱工場探査主任を歴任する。1992年から1998年まで、デプタツキー選鉱工場上級技師。この間、1994年ロシア連邦政府付属国民経済アカデミーを修了し、経済学博士候補。1998年サハ共和国第一産業次官。1999年サハ大統領府副長官。2000年ヤクーツクエネルゴ社総支配人。2009年ヤクーツクエネルゴ・ヴォストーク社総支配人相談役。2011年、下院選挙に当選。2011年から2013年まで、第6期国家会議代議員。公正ロシア-祖国、ロシア年金党、ロシア生活党に参加していた。
2013年3月1日、ザバイカリエ地方知事代行に任命される。
2013年9月8日の選挙で、ザバイカリエ地方知事に当選（得票率71.63%）。9月18日に着任したが、ザバイカリエ地方の財政は破綻寸前で、累積債務は55億ルーブルに上っており、公務員の給与支払い遅延が常態化していた。
2016年2月17日、イリコフスキーの辞表が大統領ウラジーミル・プーチンによって受理された。辞任については、放漫財政が原因ともされた。